# بيليساريو بيتانكور
بيليساريو بيتانكور (بالإسبانية: Belisario Betancur)‏ (و. 1923 – م) هو دبلوماسي، ومحام، وصحفي من كولومبيا. كان الرئيس السادس والعشرين لجمهورية كولومبيا في الفترة من 1982 إلى 1986. وهو عضو بالأكاديمية الأوروبية للعلوم والفنون.

## روابط خارجية
- بيليساريو بيتانكور على موقع الموسوعة البريطانية (الإنجليزية)
- بيليساريو بيتانكور على موقع مونزينجر (الألمانية)